# ORG
"De vil »rense« Danmark for indvandrere og gennemføre et

opgør med de »landsforrædere«, som har gjort indvandringen

mulig eller støttet den offentligt."

—Politiken, 10 augusti 2011.
ORG är en dansk främlingsfientlig organisation som var hemlig i över 20 år. Den danska tidningen Politiken uppmärksammade nätverket i en artikel i augusti 2011 efter att ha kommit över en mängd internt material bland annat om organisationens struktur, flera års kommunikation på ett slutet internetforum och exempel på innehåll från nätverkets omfattande "landsförrädararkiv".